# Otto Haeusler
Otto Haeusler (* 27. März 1823 in Braunschweig; † 15. Mai 1900 ebenda; vollständiger Name: Otto Carl Friedrich August Haeusler) war ein deutscher Jurist und Politiker.

## Leben
Haeusler war der Sohn des Offiziers Friedrich Häusler (1780–1865) und dessen Ehefrau Auguste Häusler geb. von Papet (1789–1862), Tochter des Offiziers Johann Julius Friedrich von Papet (1741–1793). Nach seiner Schulbildung erhielt er ein Stipendium der Stadt Braunschweig und studierte ab 1841 Rechtswissenschaften an der Universität Jena und der Georg-August-Universität Göttingen. Während seiner Studentenzeit entwickelte sich zwischen ihm und seiner Mutter ein reger Briefwechsel, der einerseits das Studentenleben im Vormärz, andererseits das Leben in der Residenzstadt Braunschweig ausführlich beschreibt.
Nach seinem Studium durchlief Haeusler in Braunschweig eine erfolgreiche Juristenlaufbahn als Advokat am Obergericht und Notar, er wurde schließlich zum Geheimen Justizrat ernannt. Er war Vorsitzender der Nationalliberalen Partei im Herzogtum Braunschweig und von 1850 bis 1874 Mitglied des Stadtrats. Er wurde 1863 von den höchstbesteuerten Gewerbetreibenden in der Stadt Braunschweig zum Landtagsabgeordneten gewählt und in der Folge Vizepräsident des braunschweigischen Landtags. Haeusler war außerdem Vorsitzender des Anwaltsvereins, von 1872 bis 1875 Direktor der Braunschweigischen Creditanstalt, eine 1871 gegründete Tochtergesellschaft der Braunschweigischen Bank, und saß in Aufsichtsräten zahlreicher Industrieunternehmen, wie der Nähmaschinenfabrik Grimme, Natalis & Co., die später die Rechenmaschinen Brunsviga herstellte, der Aktiengesellschaft Harzer Werke zu Rübeland und Zorge in Blankenburg am Harz und der Braunschweigischen Actien-Gesellschaft für Jute- und Flachs-Industrie in Braunschweig (die als erste Jutefabrik auf dem europäischen Kontinent galt). 1895 war Haeusler zudem Vorsitzender des ausführenden Ausschusses des Comités zur Gründung einer Jubiläumsstiftung für die Herzogliche Technische Hochschule. Nach dem Braunschweiger Historiker Bernhard Kiekenap zählte Haeusler „zu den einflussreichsten Braunschweigern seiner Zeit“.

## Familie
Haeusler heiratete am 6. Oktober 1859 in Braunschweig Elisabeth Gutmann, eine Tochter von Georg Leonhard Gutmann. aus Weißenburg in Bayern und Adoptivtochter des Arztes Wilhelm Plath

## Schriften
- Otto Haeusler, Auguste Häusler geb. von Papet: Briefe. (im Stadtarchiv Braunschweig, Signatur G IX 64 Akz. 2003/063)